# Christian Ludvig Hjelt
Christian Ludvig Hjelt, född 20 juli 1786 i Åbo, död 23 augusti 1849 i Åbo, var en godsägare, fabrikör och förläggare.

## Biografi
Christian Ludvig Hjelt skrevs 1802 in vid Akademien i Åbo och avslutade sin akademiska karriär 1811 som  filosofie magister och teologie 
kandidat. Han var därtill oavlönad biblioteksamanuens vid Akademien till år 1813. Redan under studietiden visade han ett intresse för affärer och erbjöd 1810 den ryska flottan att leverera rågmjöl. Hjelt blev med tiden en stor markägare med gårdar i Lundo och Pemar. Han hade också stora kvarnar vid Nautela gård och Kuuskoski, båda i Aura å. 
År 1823 köpte Hjelt kvarnrättigheterna vid Littois träsk som gränsade till hans gård Vanhalinna rusthåll. Med två kompanjoner i Åbo grundade han en klädesfabrik som stod färdig för produktion följande år. År 1834 blev Hjelt ensam ägare till Littois klädesfabrik som år 1836 ombildades till ett aktiebolag och Hjelt drog sig ur verksamheten.
Finska bibelsällskapet inrättade 1817 ett tryckeri i Åbo och tryckerirättigheten uthyrdes till tre professorer vid Akademien. Hjelt köpte 1822 två andelar av tryckeriet och blev därmed disponent. Följande år köpte han den tredje andelen och blev då boktryckare. Hans egen insats var närmast förläggarens och i sin anhållan om tillstånd 1824 uppgav han att han ville stimulera intresset för litteraturen. Tidigare hade han uppgett som sin avsikt att ge ut verk om Finlands historia och geografi samt att ge ut periodiska publikationer. En sådan var Åbo Underrättelser som började utkomma år 1824. Den hade som enda konkurrent Åbo Tidningar som trycktes på  Frenckellska tryckeriet i Åbo. Mycket snart utvidgade Hjelt sin utgivning av läroböcker med folkliga andaktsböcker som sålde i stora upplagor. År 1827 fick han tillstånd att öppna en bokhandel som fungerade till hans död.
Åbo brand 1827 förstörde helt den hjeltska officinen och han övervägde att ge upp. Men 1828 köpte han i Stockholm allt som behövdes för ett tryckeri och fick hyra den Laguska gården vid Biskopsgatan. I början av 1829 var allt klart för att sätta i gång tryckeriverksamheten på nytt. Hjelt köpte en egen gård 1828 där han byggde sitt boningshus och ett hus för tryckeriet som kunde flytta in 1835.  Efter branden gav Hjelt ut sina periodiska publikationer på nytt och satsade på säkra framgångar med läroböcker och svenska katekeser. I slutet av 1820-talet började Hjelt ge ut svenska översättningar av romaner på andra språk. Många av dem var översatta av den landsflyktige svensken Lars Arnell. Trots att Hjelt var svårt skuldsatt satsade han under åren 1829-1835 på ett tryckeri i Borgå där han tryckte främst väckelseskrifter. Bibelsällskapets boklager hade brunnit i stadsbranden och på sällskapets uppdrag tryckte Hjelt 1832 en ny upplaga av den finska Bibeln. Hjelt gav 1840 ut ett eget verk, en handbok för beräkning av växling av valutor. Hjelt gav ut omkring 120 verk i ca 150 upplagor. Ungefär hälften av dem var läroböcker och vetenskapliga verk. Mindre än en tredjedel var religiösa verk vilket var ovanligt för samtiden.
Hjelts hållning till samhällsfenomen präglades av en praktisk upplysningsanda. Han hade många förtroendeuppdrag inom fattigvård och sjukhusadministration. Han var också uppenbart intresserad av frågor om skola, uppfostran och folkbildning. Han hörde 1831 till de borgare som i ett brev till kejsaren anhöll om att få återinrätta stadens pojkskola kompletterad med en flickskola och en söndagsskola för förvärvsarbetande ungdomar utan skolbildning. Inom några år hade begäran förverkligats. Han ville också främja det finska språkets ställning. Detta gjorde han genom att år 1824 överta utgivningen av Turun Wiikko-Sanomat, landets enda finskspråkiga tidning. Trots att den var förlustbringande gav han ut tidningen till stadsbranden och ännu efter branden 1829-1831. År 1838 gav Hjelt ut den första svensk-finsk-svenska ordboken.

### Familj
Hjelt var son till vicenotarien vid domkapitlet i Åbo, vicepastorn Niklas Hjelt och Johanna Margareta Caloander. 
Han var från 1811 gift med Hedvig Lovisa Chytraeus (1790-1839). Familjens stadsbostad var 1833–1850 Gezeliusgatan 2 i Åbo och landsbostad Moisio gård i Lundo. Bland deras barn kan nämnas statsrådet Nils Ludvig H., domprosten i Åbo Frans Vilhelm H., arkiatern, professor Otto H., överinspektören Albert H. och överinspektören Karl Fredrik H.